# Mindaugas Griškonis

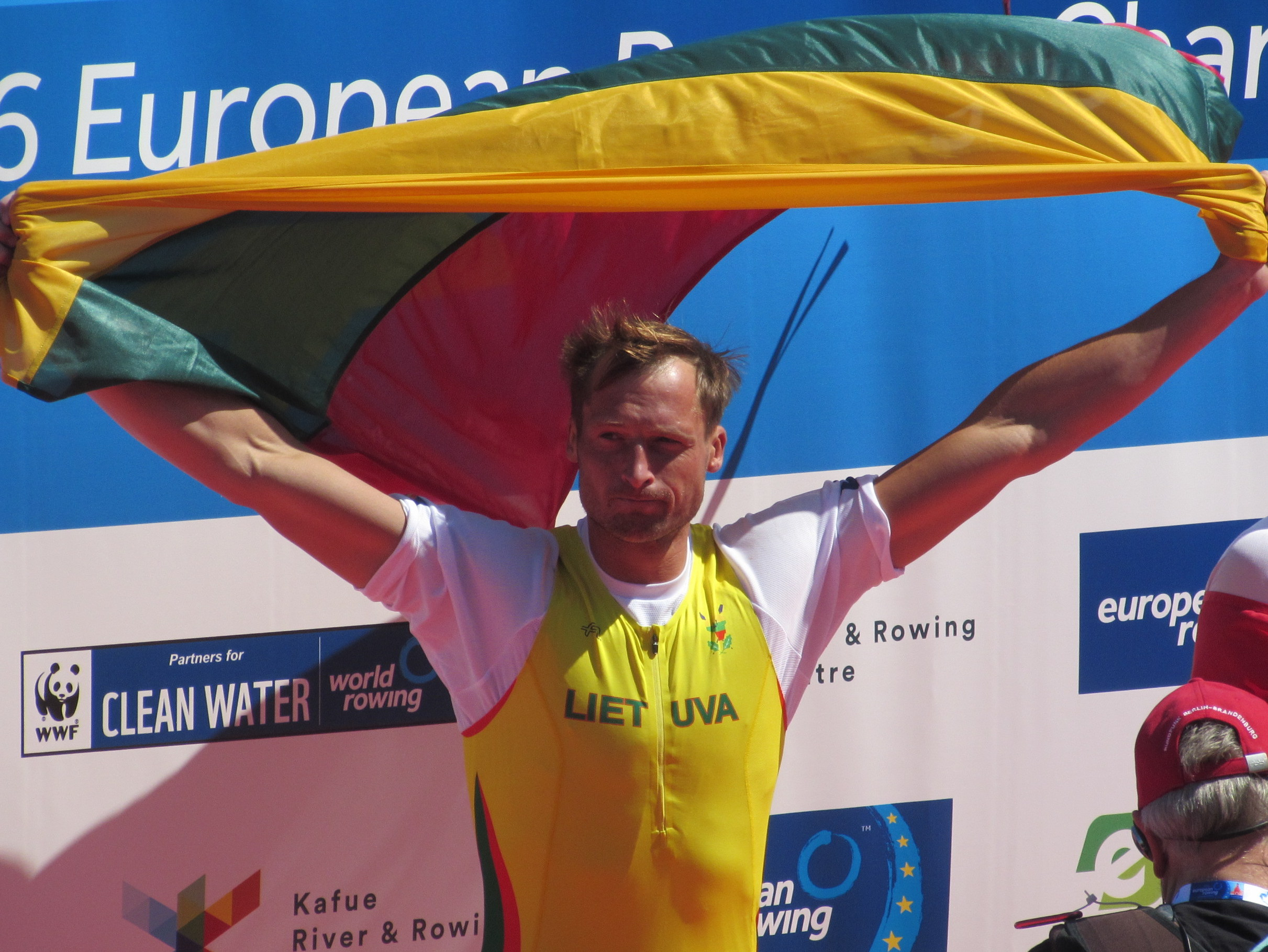
Mindaugas Griškonis während der Ruder-EM 2016

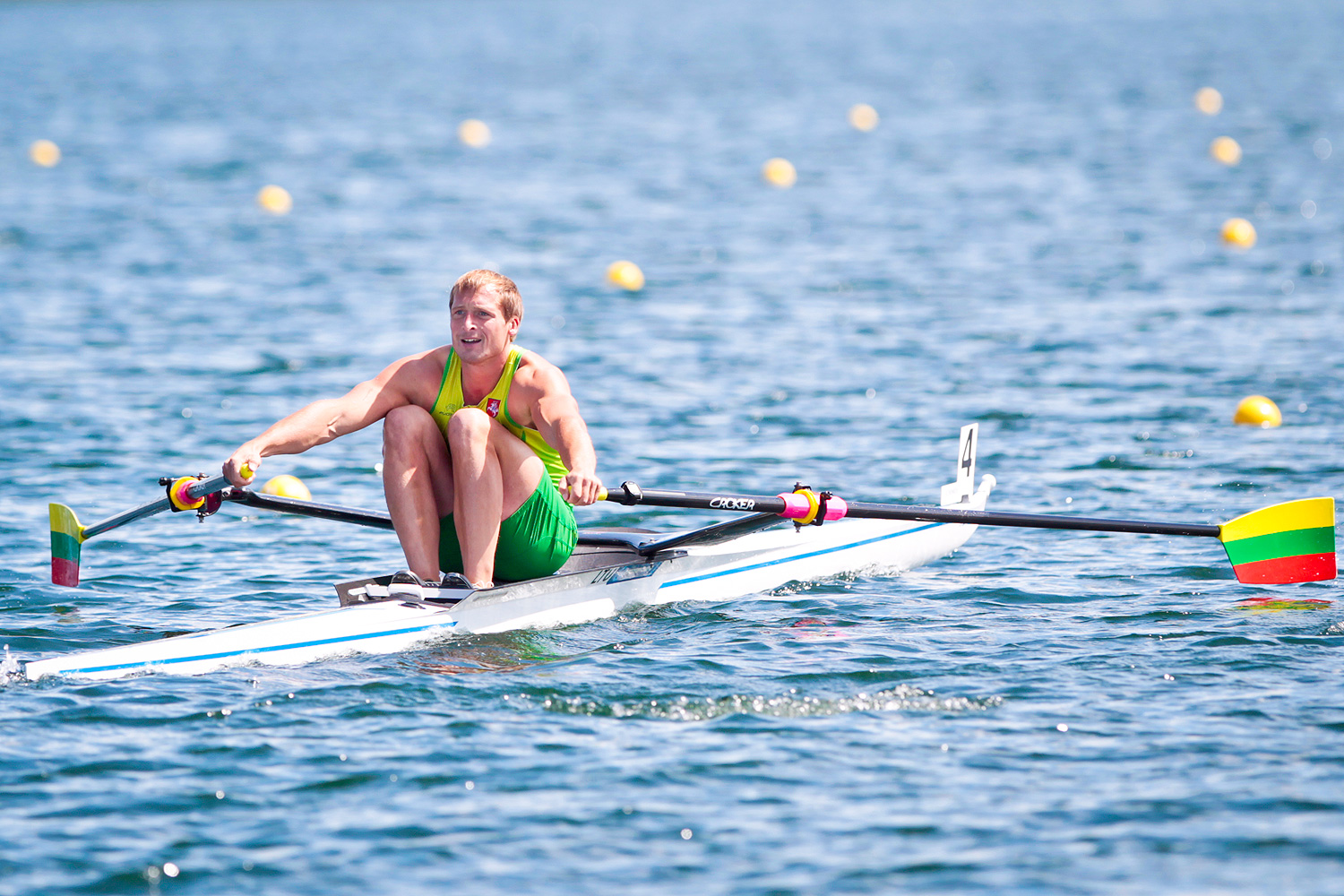
Mindaugas Griškonis 2014

Mindaugas Griškonis (* 17. Januar 1986 in Vilnius) ist ein litauischer Ruderer, der dreimal Europameister im Einer war.

## Karriere
Mindaugas Griškonis rudert seit 1999. Nachdem er bei den Junioren-Weltmeisterschaften 2002 im Doppelvierer den zehnten Platz belegt hatte, erreichte er 2003 das A-Finale im Einer und kam als Sechster ins Ziel, 2004 belegte er den fünften Rang. 2005 war Griškonis im Einer Vierter der U23-Weltmeisterschaften, 2006 belegte er den siebten Rang. 2006 nahm er auch erstmals an Weltmeisterschaften in der Erwachsenenklasse teil, bei der WM-Regatta in Eton erreichte er den zwölften Platz im Doppelzweier. 2007 gewann Griškonis bei den U23-Weltmeisterschaften die Silbermedaille im Einer hinter dem Neuseeländer Joseph Sullivan, bei den Europameisterschaften 2007 erhielt er ebenfalls Silber hinter Ralph Kreibich aus Österreich. Bei den U23-Weltmeisterschaften 2008 gewann wie im Vorjahr Sullivan vor Griškonis. Bei den Olympischen Spielen 2008 belegte Griškonis hingegen den zweiten Platz im B-Finale und damit den achten Platz in der Gesamtwertung.
2009 gewann er das B-Finale bei den Weltmeisterschaften, bei den Europameisterschaften zum Saisonende gewann Griškonis seinen ersten Titel. In der Saison 2010 konnte sich Griškonis nicht weiter verbessern, einem vierten Platz bei den Europameisterschaften folgte ein achter Platz  bei den Weltmeisterschaften. 2011 erinnerte von den Ergebnissen wieder an 2009, Griškonis gewann das B-Finale bei den Weltmeisterschaften und siegte bei den Europameisterschaften. Nach dem achten Platz bei den Olympischen Spielen 2012 gewann er bei den Europameisterschaften 2012 seinen dritten Titel.
2013 erreichte er bei den Europameisterschaften nur den vierten Platz, bei den Weltmeisterschaften 2013 qualifizierte sich Griškonis für das A-Finale und belegte den sechsten Platz. 2014 gewann bei den Europameisterschaften der Tscheche Ondřej Synek vor dem deutschen Marcel Hacker, Griškonis erhielt die Bronzemedaille. Bei den Weltmeisterschaften 2014 belegte der Litauer den vierten Platz hinter Synek, dem Neuseeländer Mahé Drysdale und Ángel Fournier aus Kuba. Bei den Europameisterschaften 2015 kam Griškonis als Sechster ins Ziel. Er konnte aber im Saisonverlauf seine Form steigern und erhielt bei den Weltmeisterschaften die Bronzemedaille hinter Synek und Drysdale. Zum Auftakt der Olympiasaison 2016 belegte Griškonis bei den Europameisterschaften in Brandenburg an der Havel den zweiten Platz hinter dem Kroaten Damir Martin. Bei den Olympischen Spielen 2016 trat Griškonis zusammen mit Saulius Ritter im Doppelzweier an, die beiden gewannen die Silbermedaille hinter den Kroaten. Das war die zweite olympische Medaille im Rudern für Litauen.
2017 belegten Griškonis und Ritter den vierten Platz bei den Weltmeisterschaften. 2018 trat Griškonis im Einer an und gewann die Silbermedaille bei den Europameisterschaften hinter dem Norweger Kjetil Borch. Bei den Weltmeisterschaften in Plowdiw siegte Borch vor Synek, dahinter erkämpfte Griškonis die Bronzemedaille. Ein Jahr später belegte er den vierten Platz bei den Weltmeisterschaften 2019 in Linz/Ottensheim. 2020 folgte der sechste Platz bei den Europameisterschaften. 2021 erreichte Griškonis den sechsten Platz bei den Olympischen Spielen in Tokio.